# ギュンター・フォン・シュヴァルツブルク
ギュンター・フォン・シュヴァルツブルク（Günther von Schwarzburg, 1304年 - 1349年6月14日）は、14世紀の神聖ローマ帝国におけるカール4世に対する対立王（在位：1349年）。ブランケンブルク伯ハインリヒ7世の子。シュヴァルツブルク＝ブランケンブルク伯（21世）。
1349年1月30日、フランクフルトでバイエルン公兼ブランデンブルク辺境伯ルートヴィヒ5世によってカール4世の対立王に擁立された。しかしカール4世が優位の状況に追い詰められ、同年5月24日に退位を宣言し、間もなく死去。